# Ricardo Pérez Zegarra
Ricardo Pérez (Lima, 14 de noviembre de 1979) es un exfutbolista peruano. Jugaba de delantero. Tiene 45 años.

## Clubes
| Club                   | País | Año       |
| ---------------------- | ---- | --------- |
| Alcides Vigo           | Perú | 1999      |
| Unión Minas            | Perú | 2000      |
| Sport Huamanga         | Perú | 2001-2002 |
| La Peña Sporting       | Perú | 2003      |
| Deportivo Aviación     | Perú | 2004      |
| FBC Melgar             | Perú | 2005-2006 |
| Deportivo Municipal    | Perú | 2006-2007 |
| Cienciano              | Perú | 2007      |
| Atlético Minero        | Perú | 2008      |
| FBC Melgar             | Perú | 2009      |
| Sport Boys             | Perú | 2009-2010 |
| Inti Gas               | Perú | 2011-2013 |
| Defensor San Alejandro | Perú | 2014      |

## Palmarés
| Título                    | Club                | País | Año  |
| ------------------------- | ------------------- | ---- | ---- |
| Segunda División del Perú | Deportivo Municipal | Perú | 2006 |
| Segunda División del Perú | Sport Boys          | Perú | 2009 |